# Alexandre Ilinski
« Ilinski » redirige ici. Pour les autres significations, voir Ilinski (homonymie).
Alexandre Alexandrovitch Ilinski (Алекса́ндр Алекса́ндрович Ильи́нский), ou Ilinsky, né le 12/24 janvier 1859 à Tsarskoïe Selo (Empire russe) et mort le 23 février 1920 à Moscou, est un compositeur et pédagogue russe. Il est l'auteur de compositions spirituelles et profanes.

## Biographie
Il naît en 1859 à Tsarskoïe Selo dans la famille d'un médecin. Il commence à jouer du piano et à composer dès l'âge de sept ans.
Il étudie au prestigieux 1er gymnasium militaire de Saint-Pétersbourg, où il participe en tant que pianiste et compositeur aux soirées musicales. Après ses études en 1877, il sert jusqu'en 1879 dans l'artillerie. De 1881 à 1884, il étudie le contrepoint, la fugue, la composition libre et l'instrumentation auprès du professeur berlinois Woldemar Bargiel aux cours supérieurs de composition musicale, institués auprès de l'Académie royale des arts de Prusse (Königlich Preußische Akademie der Künste).
Il prend des cours de piano auprès de Natanael Betcher et Theodor Kullak. Il fréquente aussi les cours de philosophie de l'université de Berlin. En 1885, il est diplômé en tant qu'externe du conservatoire de Saint-Pétersbourg. Il reçoit son diplôme avec le titre d'artiste libre et s'installe à Moscou.
En 1885-1905, Ilinski enseigne à l'école de la Société philharmonique de Moscou dans les disciplines suivantes: piano (1885-1899), théorie de la musique (1885-1897), classes supérieures de théorie de la musique et de composition (à partir de 1897). Il est nommé professeur ordinaire en 1896.
« Alexandre Alexandrovitch Ilitch, professeur de composition libre à l'école philharmonique, est un homme extrêmement aimable, d'une bonté et d'une simplicité hors pair, merveilleux musicien, d'un petit talent créatif, mais bon technicien. Allemand jusqu'au bout des ongles. » (Stepan Smolenski).

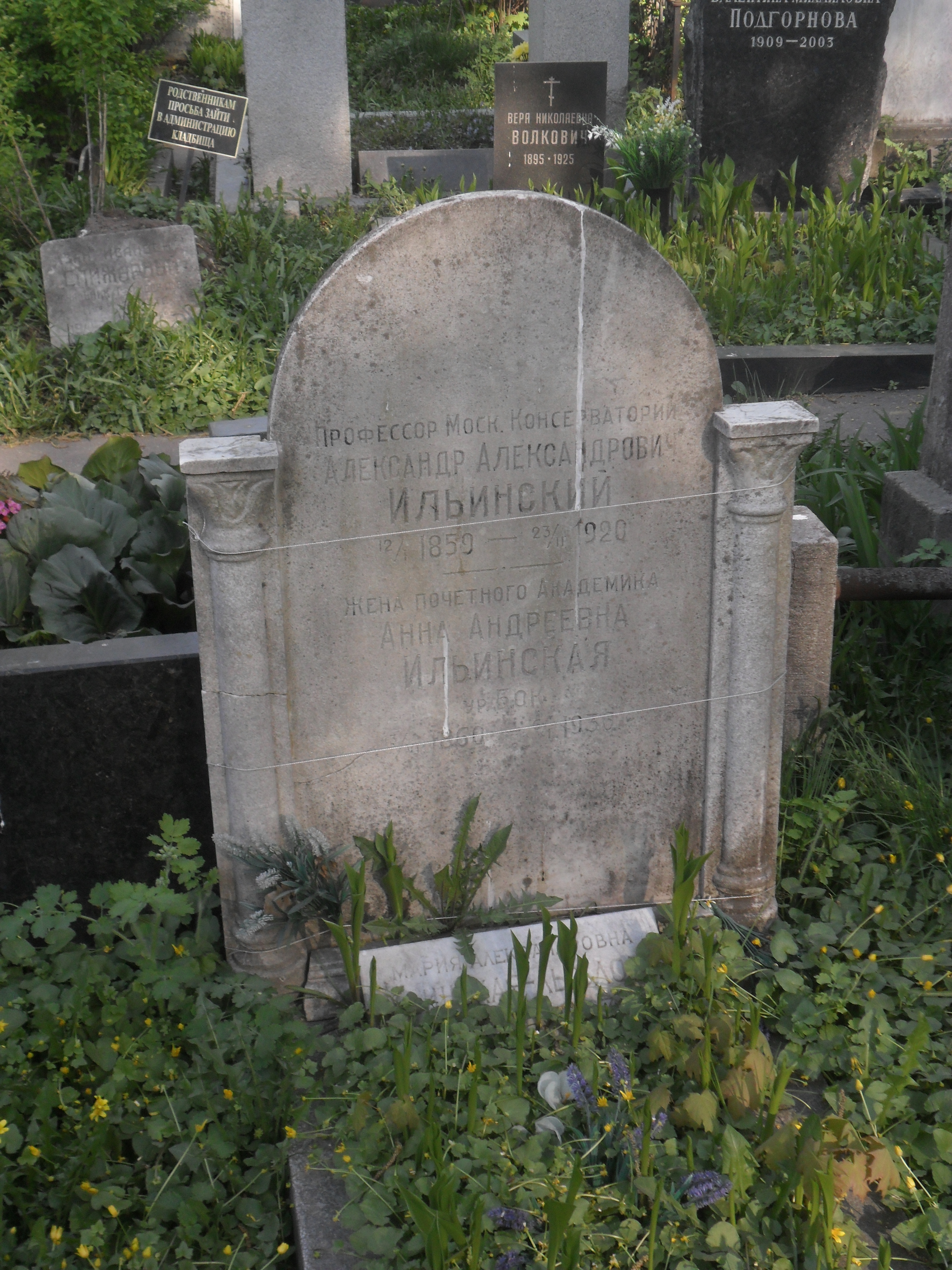
Sépulture d'Ilinski au cimetière de Novodievitchi.

En 1904, il est rédacteur de plusieurs articles pour le dictionnaire intitulé Biographies des compositeurs du IVe siècle au XXe siècle avec portraits, édité à Moscou. Il rédige 242 articles pour des auteurs étrangers et 122 articles pour des auteurs russes.
De 1905 à 1920, il est professeur au conservatoire de Moscou pour la classe de composition, de théorie et d'histoire de la musique. En 1916, il est distingué du titre de professeur de 1re classe.
Parmi ses élèves, l'on peut distinguer Pavel Senitsa, les frères Vassili et Viktor Kalinnikov, Nikolaï Golovanov, Alexandre Dzbanovski...
Il meurt le 23 février 1920 à Moscou et est enterré au cimetière de Novodievitchi.

## Famille

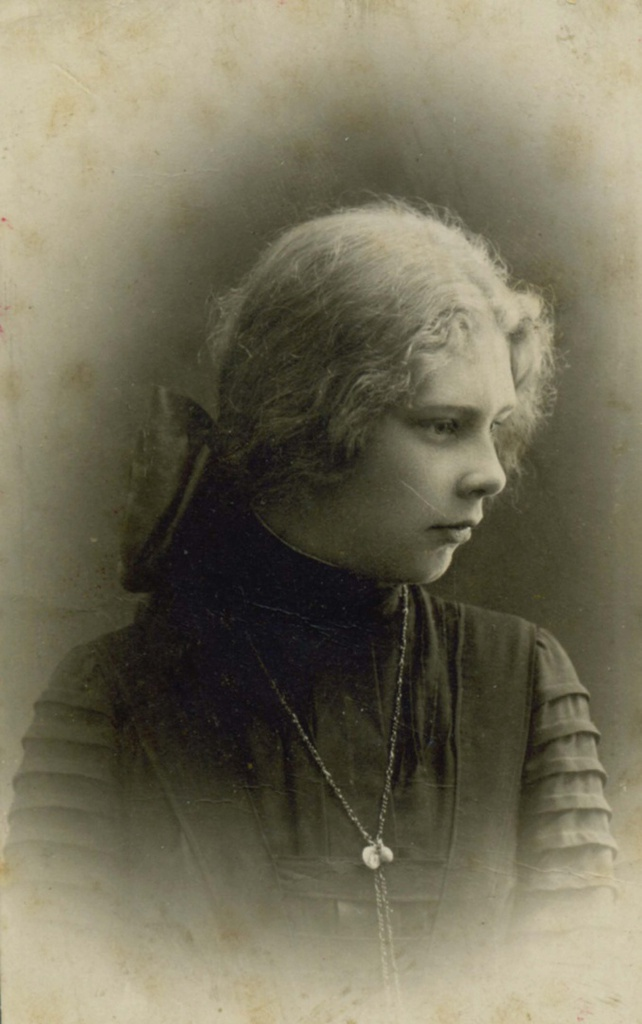
Maria Alexandrovna Ilinskaïa, vers 1913-1915.

Il épouse Maria Pavlovna Jaschke (1874-1960), inhumée au cimetière Vagankovo. Ils ont deux filles et un fils: Maria (1897-1967), pianiste, ancienne élève du conservatoire de Moscou, inhumée avec son père; Sophia (1900-1942), architecte, épouse de l'architecte moscovite A.I. Mechkov. Elle est l'auteur entre autres de la Maison des Soviets (1932) et du théâtre dramatique de Smolensk (1936). Elle est arrêtée par le pouvoir en décembre 1941 et périt en avril 1942. Elle est enterrée au cimetière Donskoïe de Moscou. Elle a été réhabilitée en 1963. Le fils d'Alexandre et Maria Ilinski, baptisé Vladimir (1898-1919) est étudiant à l'université de Moscou et est enterré avec son père.
Le frère d'Alexandre Ilinski, Mikhaïl (1856-1941), est un chimiste de renom, spécialiste dans le domaine des colorants synthétiques ((alizarine et anthraquinone), docteur en chimie (1934).
La belle-sœur (épouse de son frère Mikhaïl) d'Alexandre Ilinski, Anna Andreïevna Ilinskaïa, née Bock (1860-1936), est enterrée à ses côtés au cimetière de Novodievitchi.
Les archives du compositeur sont conservées au musée de culture musicale Glinka de Moscou (Ф. 182; ед. хр.: 40; 1894-1906 гг.)

## Œuvres musicales
- Opéra «La Fontaine de Bakhtchissaraï» en quatre actes, d'après Pouchkine[5],
- Ballet «Nour et Anitra»,

Œuvres pour orchestre
- Tableau symphonique «Psyché» (1896),
- Scherzo symphonique «Danses croates»,

Musique pour des œuvres dramatiques
- Ouverture du «Tsar Fédor» de la tragédie «le Tsar Fédor Ioannovitch» d'Alexis Tolstoï,
- «Œdipe roi» de Sophocle,
- «Philoctète» de Sophocle,
- «Éros et Psyché»  de Joulavski,

Œuvres pour piano
- Album pour enfants. 24 morceaux faciles,
- «La Journée d’une petite fille» (en français dans le texte),
- Pièces (1886, 1906),
- «Récit de grand-mère» (1900),

Pour violon et piano
- «Première mazurka»,

Pour chœur de voix de femmes avec orchestre
- «Où les vignes se penchent sur le bassin» sur des vers d'Alexis Tolstoï,
- Cantate «Libellules»,

Pour chœur de voix féminines avec piano
- Cantate «Roussalka»,

Pour chœur a cappella
- «Homme bienheureux»,
- «Chant aux chérubins»,
- Trois chœurs pour voix d'hommes sur des vers d'I.A. Belooussov;

Œuvres pour voix et piano
- 6 romances,
- Vers, antiquités et chants. Chansons grand-russes (avec A. Maslov),
- Mélodéclamation «Hommage à Tchekhov» (1904).

## Transcriptions
Pour piano à quatre mains
- «Danses croates»,
- «Psyché» (1898),

Pour deux pianos

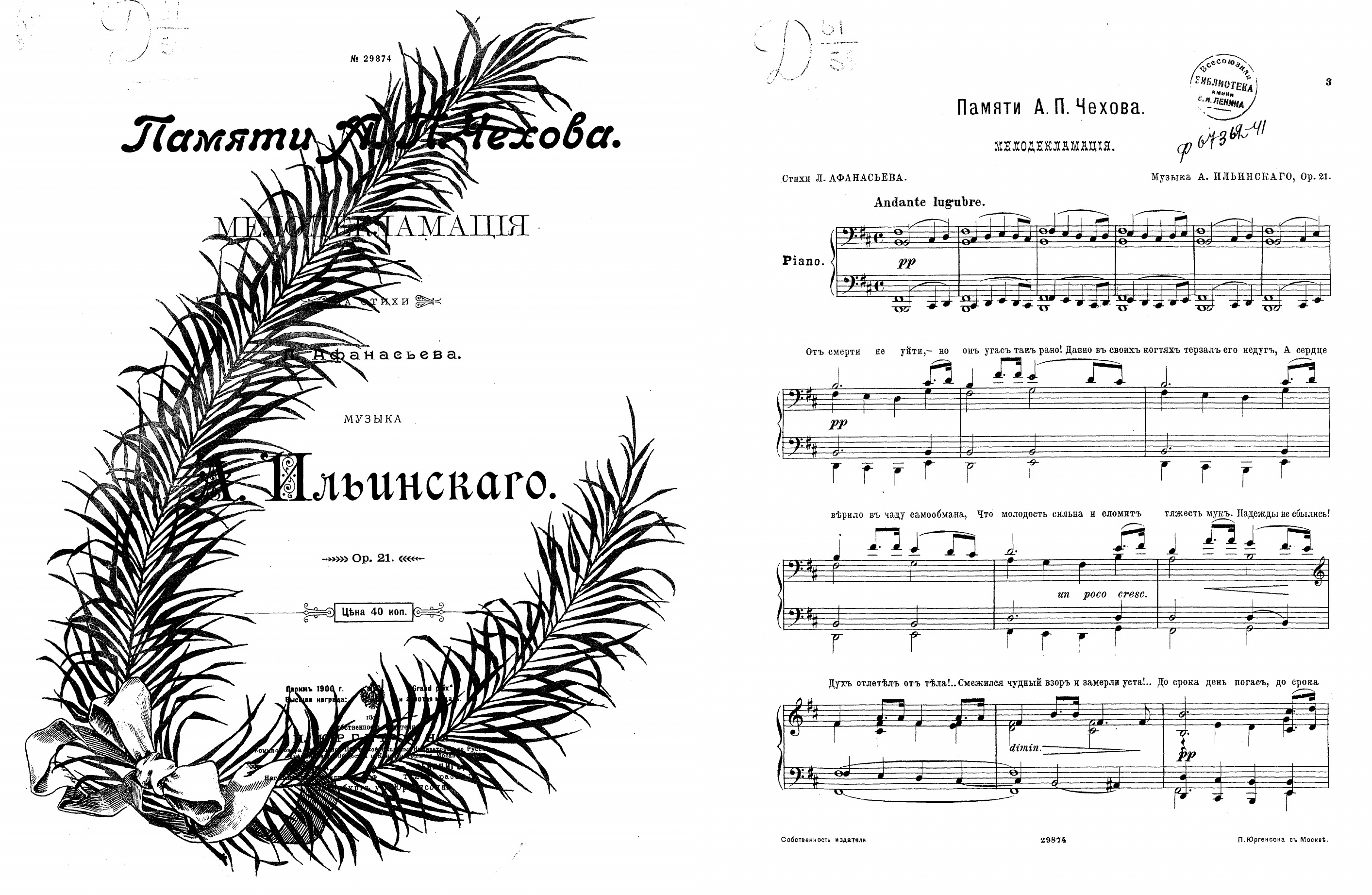
«Hommage à Tchekhov» (partition). Mélodéclamation: Ор. 21 / musique d'Ilinski sur des vers de L. Afanassiev.

- «Introduction, choral et fugue» de la première suite pour orchestre (1897),

Transcriptions pour voix et piano
- P.I. Tchaïkovski. «Hamlet» (1895).

## Publications
- Principes généraux d'harmonie: direction pratique, Kharkov, éd. V. Wessel & Cie, 1889
- Biographie des compositeurs du IVe siècle au XXe siècle, sous la réd. d'A.A. Ilinski, réd. Henrikh Pakhoulski, Moscou, éd. Dournovo, 1904
- Mikhaïl Ivanovitch Glinka, sa vie et sa musique. Conférence du prof. au conservatoire de Moscou, A.A. Ilinski, au musée polytechnique de Moscou, Moscou, éd. Комис. по орг. чтений для моск. фаб.-зав. рабочих, 1908
- L. van Beethoven: vie et œuvre, Moscou, 1909
- Richard Wagner, sa vie et son œuvre, réd. Ilinski, Moscou, éd. Compagnie I.D. Sytine, 1913
- Petit guide de l'apprentissage pratique de l'instrumentation, réd. A.A. Ilinski, prof. cons. de Moscou, Moscou, éd. P. Jurgenson, 1917